# Galeodes cursor
Galeodes cursor är en spindeldjursart som först beskrevs av Roewer 1934.  Galeodes cursor ingår i släktet Galeodes och familjen Galeodidae. Inga underarter finns listade i Catalogue of Life.